# 尚瓦西
尚瓦西（法語：Champvoisy，法語發音：[ʃɑ̃vwazi]）是法国马恩省的一个市镇，属于埃佩尔奈区。

## 地理
尚瓦西（49°7'49"N, 3°38'11"E）面积9.2 平方千米，位于法国大東部大區马恩省，该省份为法国东北部内陆省份，北起阿登省，西北接埃纳省，西南接塞纳-马恩省，南至奥布省，东南接上马恩省，东临默兹省。
与尚瓦西接壤的市镇（或旧市镇、城区）包括：龙谢尔、马恩河畔特雷卢、帕西格里尼、圣热姆、韦尔讷伊、万塞勒。

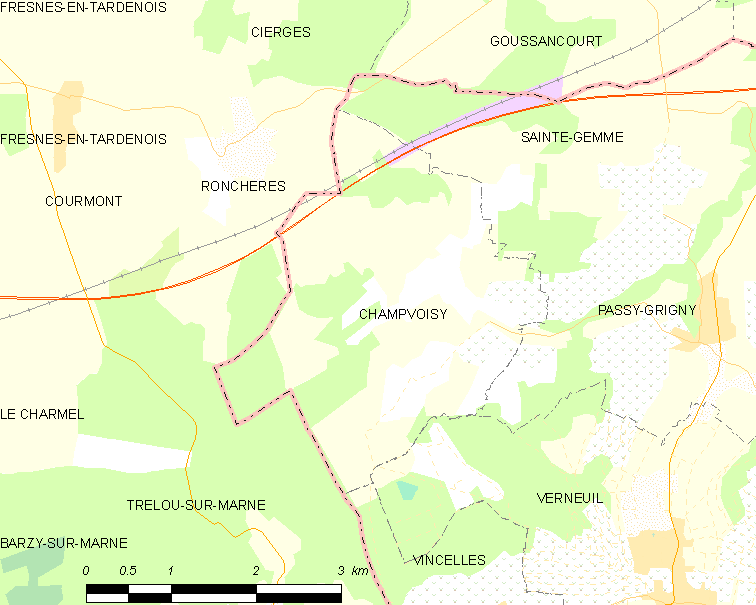
尚瓦西的OSM定位图

尚瓦西的时区为UTC+01:00、UTC+02:00（夏令时）。

## 行政
尚瓦西的邮政编码为51700，INSEE市镇编码为51121。

## 政治
尚瓦西所属的省级选区为多尔芒-香槟景县。

## 人口

1962-2008年间尚瓦西人口变化图示

尚瓦西于2022年1月1日时的人口数量为253人。